# Kristus och äktenskapsbryterskan
För enskilda tavlor, se alfabetisk lista nedan.
Kristus och äktenskapsbryterskan är en episod i Nya testamentet som återfinns i Johannesevangeliet (8:1–11). Där berättas om när Jesus undervisade i templet i Jerusalem. Fariséerna och de skriftlärda, som kände sig hotade av Jesus popularitet, förde till honom en olycklig kvinna som ertappats med äktenskapsbrott. De hoppades att han skulle svara på ett sätt som stred mot den judiska lagen. Jesus svar är ett av Bibelns mest berömda citat: "Den av er som är fri från synd skall kasta första stenen på henne". När fariséerna hörde hans svar dämpades deras upprymdhet och en efter en gick de därifrån. När endast kvinnan var kvar sa Jesus till henne: "Inte heller jag dömer dig. Gå nu, och synda inte mer."

## Kristus och äktenskapsbryterskan i konsten
Kristus och äktenskapsbryterskan är ett vanligt motiv inom konsten.

### Alfabetisk lista efter konstnärens namn
- Kristus och äktenskapsbryterskan (Beckmann) – målning av Max Beckmann från 1917.
- Kristus och äktenskapsbryterskan (Brueghel) – målning av Pieter Brueghel den äldre från 1565.
- Kristus och äktenskapsbryterskan (Cranach) – serie av målningar av Lucas Cranach den äldre från cirka 1520–1553.
- Kristus och äktenskapsbryterskan (Guercino) – målning av Guercino från 1621.
- Kristus och äktenskapsbryterskan (Rembrandt) – målning av Rembrandt från 1644.
- Kristus och äktenskapsbryterskan (Rubens) – målning av Peter Paul Rubens från 1614.

### Kronologiskt bildgalleri

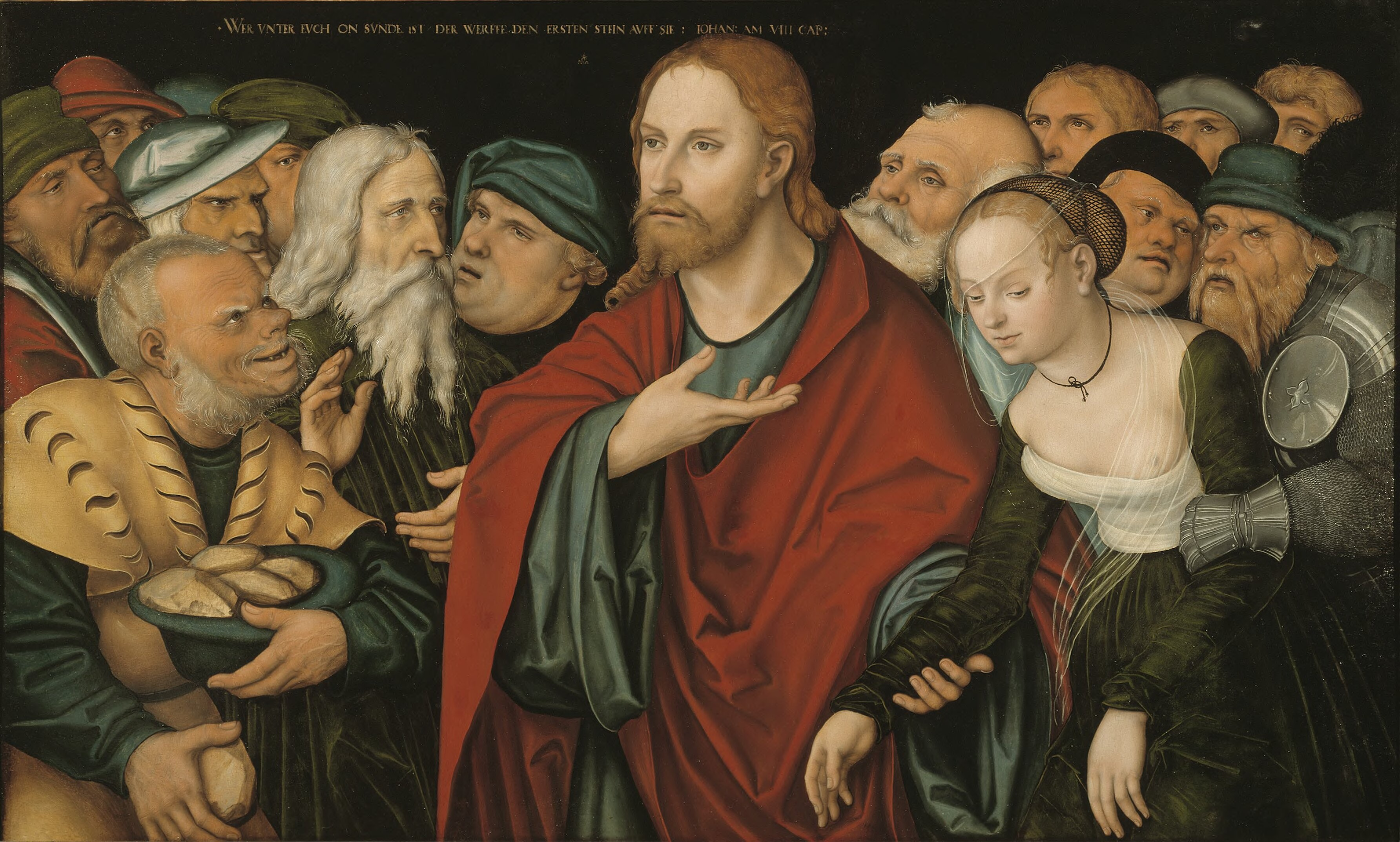
Lucas Cranach den äldre (efter 1537), Nationalmuseum.
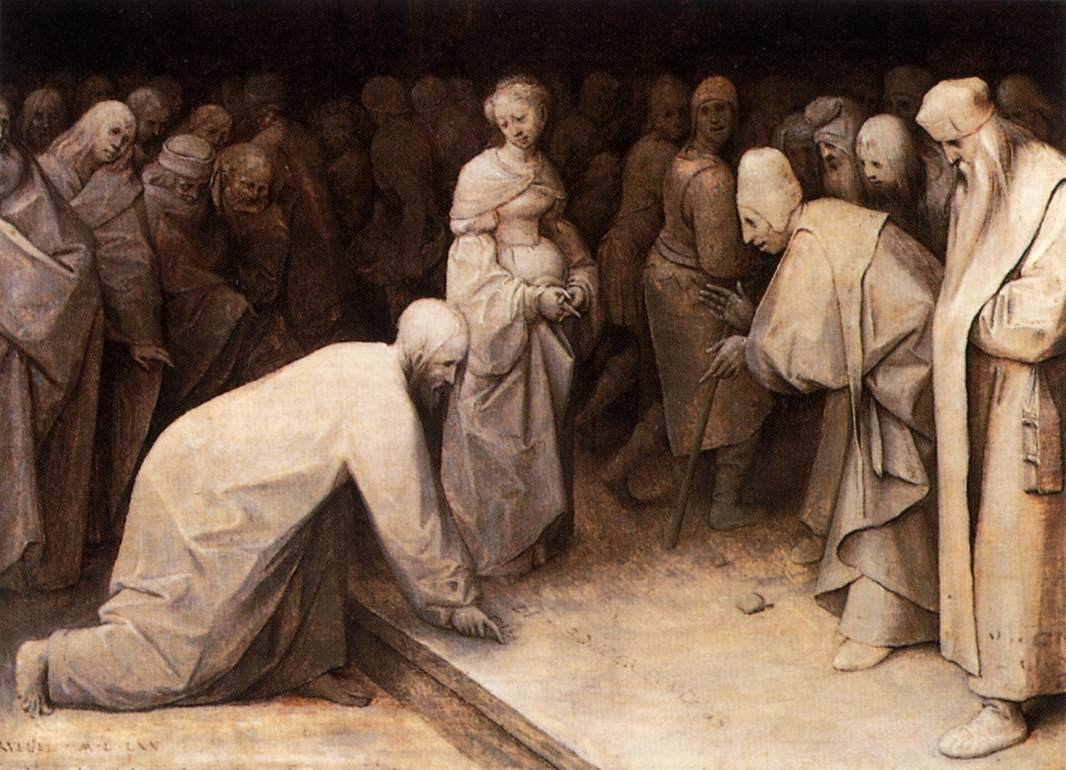
Pieter Brueghel den äldre (1565), Courtauld Institute of Art.
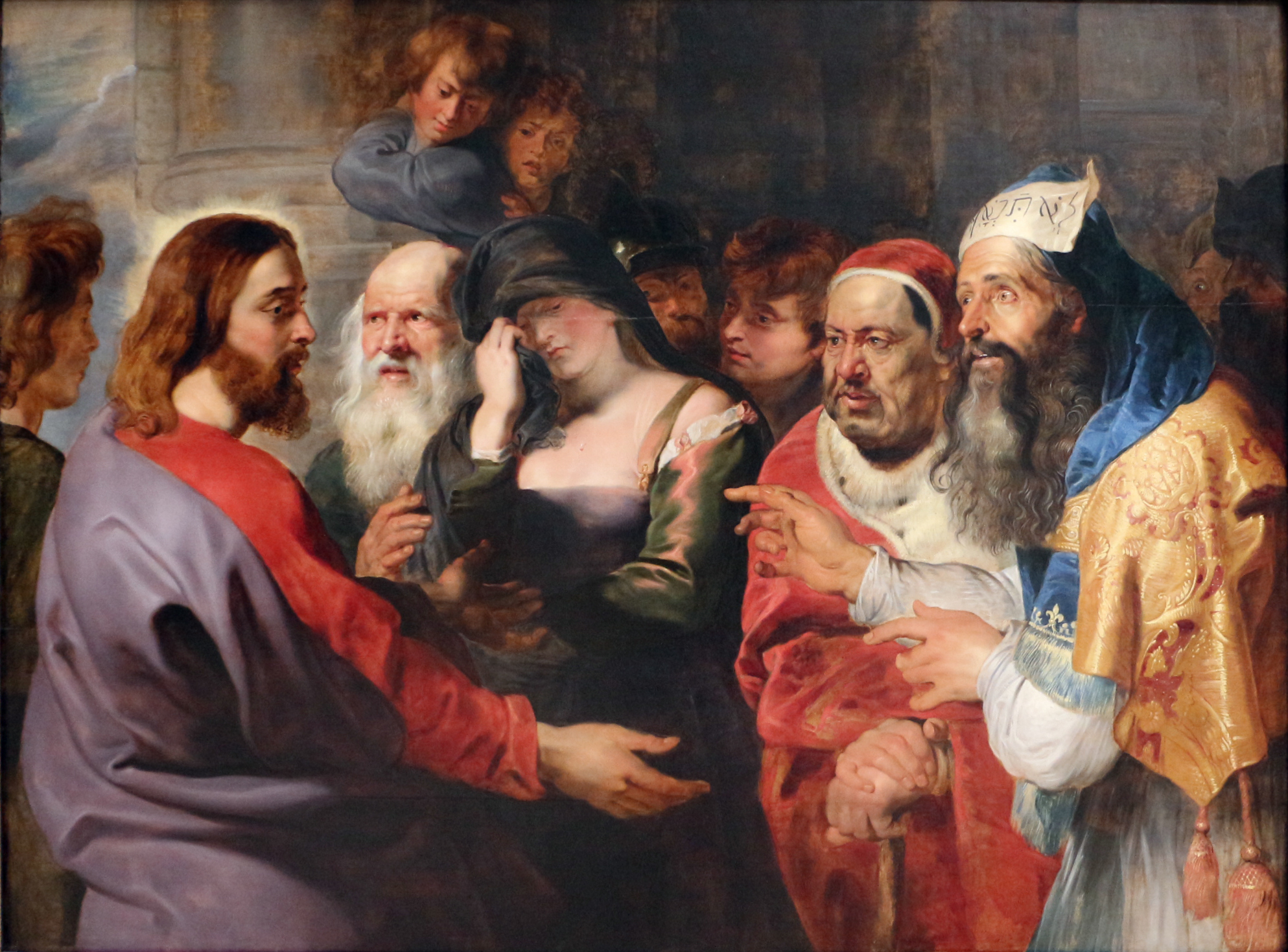
Peter Paul Rubens (1614), Kungliga museet för sköna konster i Belgien.
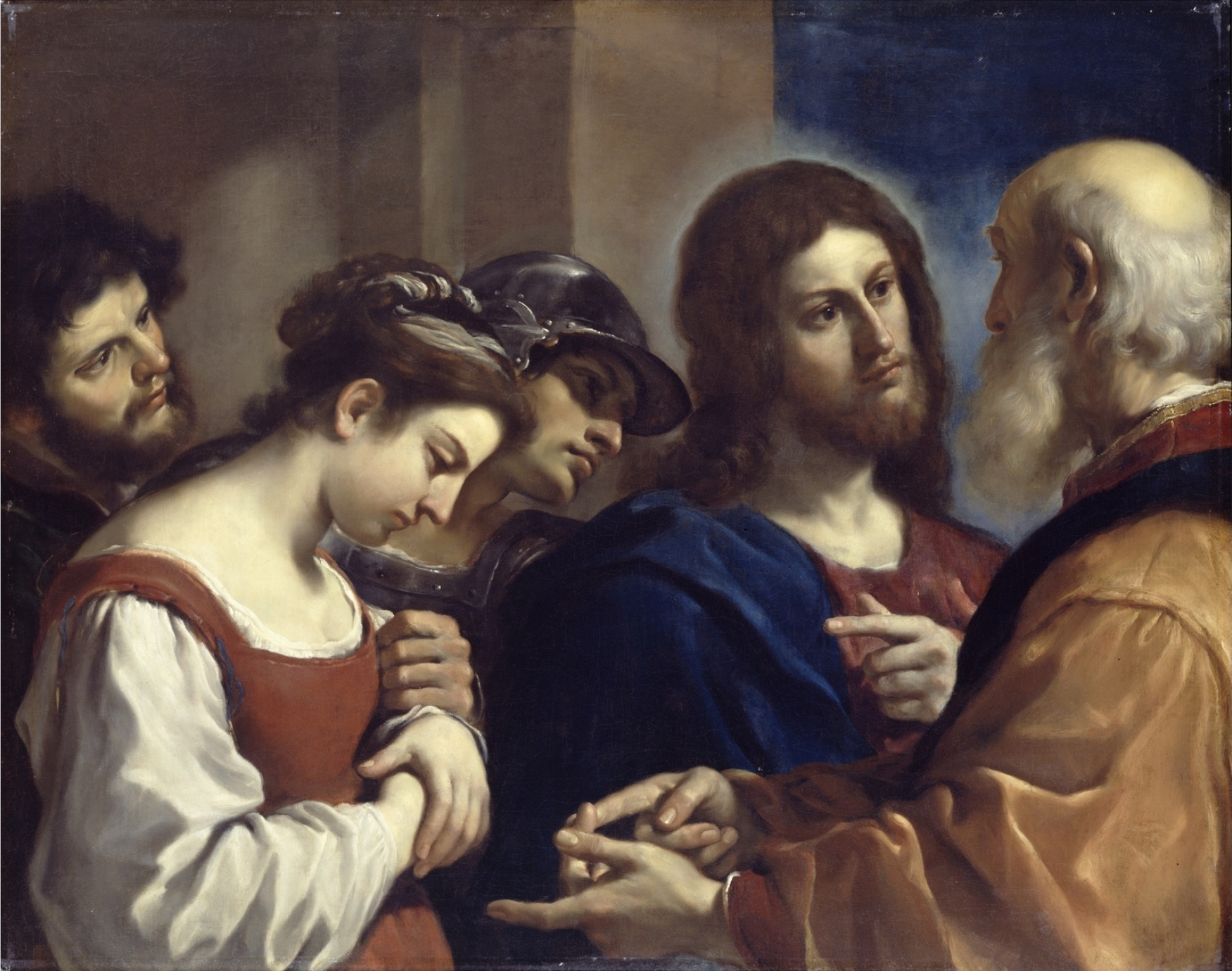
Guercino (1621), Dulwich Picture Gallery.
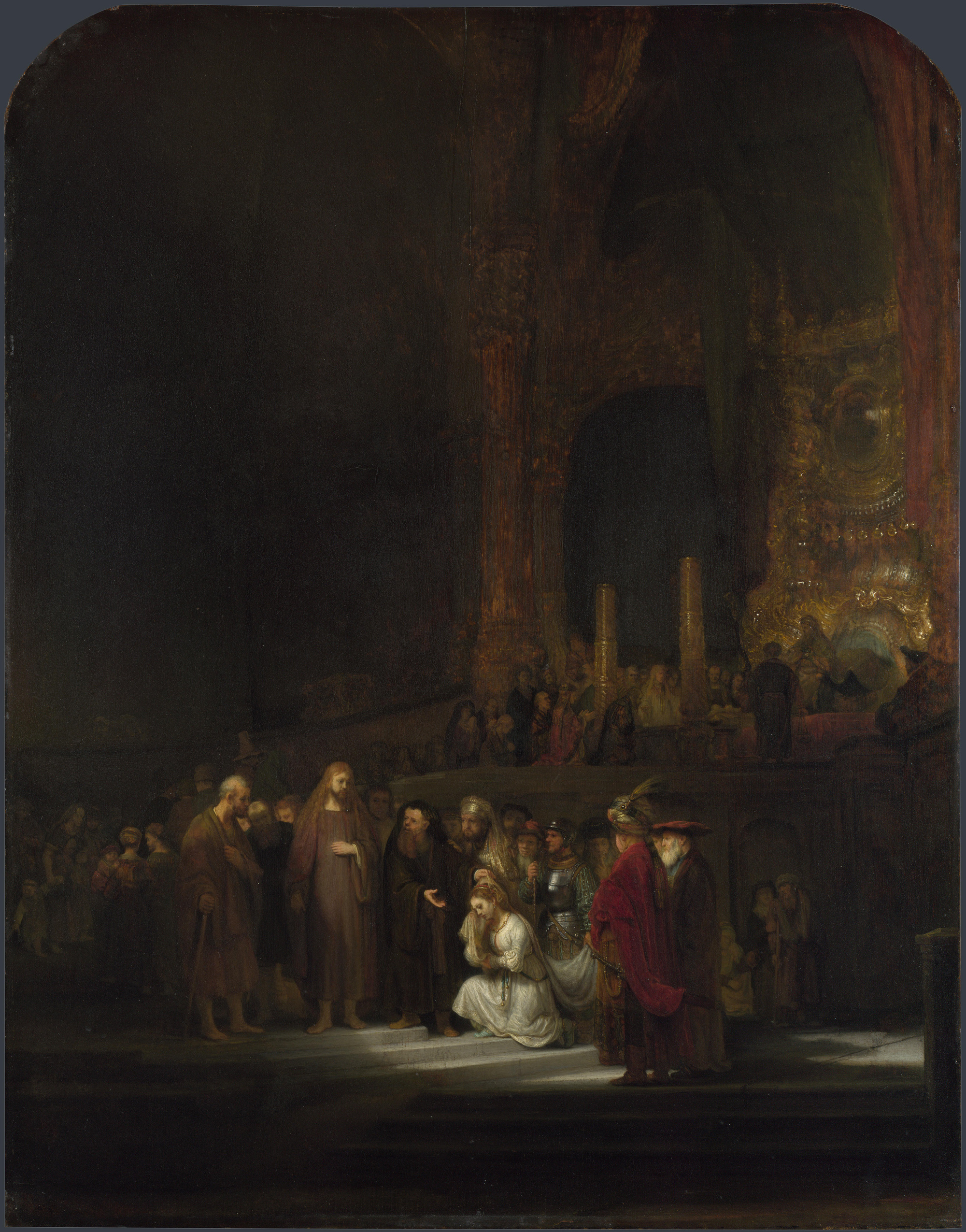
Rembrandt (1644), National Gallery.
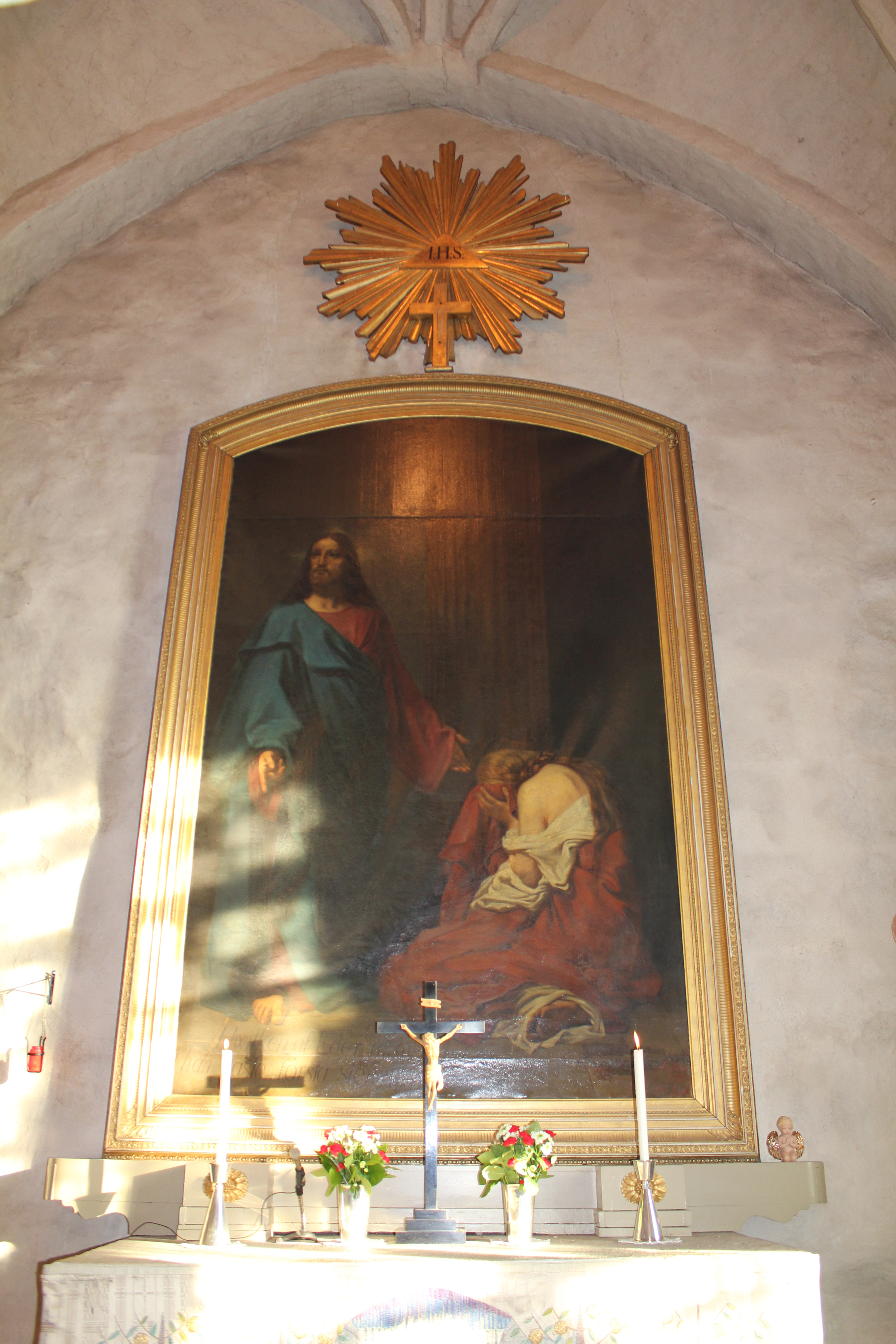
Alexander Rudbeck (1862), altartavla i Grödinge kyrka.
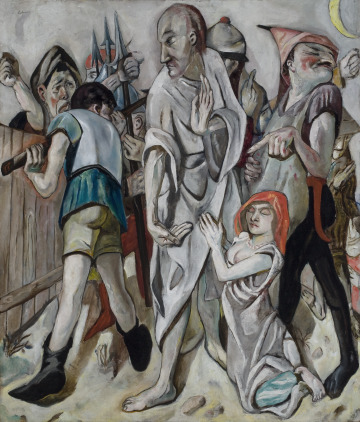
Max Beckmann (1917), Saint Louis Art Museum.